# Go On
Go On est une série télévisée américaine en 22 épisodes de 23 minutes créée par Scott Silveri et diffusée entre le 8 août 2012 et le 11 avril 2013 sur le réseau NBC et sur le réseau Global au Canada.
En France, la série est diffusée depuis le 19 septembre 2014 sur Canal+ Séries. Néanmoins, elle reste inédite dans les autres pays francophones.

## Synopsis
Ryan King charmant commentateur sportif, ayant une haute estime de soi, essaie de se remettre du décès de sa femme. Steven, son patron et meilleur ami, l'oblige à participer à un groupe de soutien. Ryan, habitué à travailler seul, devra s'ouvrir et partager ses sentiments et émotions devant les autres membres du groupe, au caractère inattendu et à la folie contagieuse.

## Distribution

### Acteurs principaux
- Matthew Perry (VF : Emmanuel Curtil) : Ryan King
- Laura Benanti (VF : Marie Zidi) : Lauren Bennett Schneider
- Julie White (VF : Marie-Martine) : Anne
- Suzy Nakamura (VF : Yumi Fujimori) : Yolanda Mitsawa
- Tyler James Williams (VF : Pierre Casanova) : Owen Lewis (19 épisodes)
- Brett Gelman (VF : Laurent Morteau) : Mr K., son prénom est Benjamin
- John Cho (VF : Jérémy Prévost) : Steven, patron de Ryan
- Sarah Baker (VF : Michèle Lituac) : Sonia

### Acteurs récurrents
- Tonita Castro (en) (VF : Odile Schmitt) : Fausta, membre du groupe
- Seth Morris (VF : Vincent Violette) : Danny, membre du groupe (19 épisodes)
- Allison Miller (VF : Noémie Orphelin) : Carrie, assistante de Ryan (17 épisodes)
- Bill Cobbs (VF : Daniel Kamwa) : George (10 épisodes)
- Hayes MacArthur (en) (VF : Boris Rehlinger) : Wyatt, fiancé de Lauren (7 épisodes)
- Christine Woods (VF : Julie Dumas) : Janie, femme de Ryan en flashback (5 épisodes)
- Piper Perabo (VF : Dorothée Pousséo) : Simone[4] (épisodes 14 à 17)

### Invités
- Terrell Owens (VF : Namakan Koné) : lui-même (épisodes 1, 14 et 19)
- Kimrie Lewis (en) : Terrell's Girlfriend (épisode 1)
- Khary Payton : Don (épisode 1)
- Matt Knudsen : Jack Madden (épisode 1)
- Kevin Garnett : lui-même (épisode 1)
- Alejandro Patino : Miguel (épisode 3)
- Michael Vartan : lui-même[5] (épisode 4)
- Jeremy Roenick : lui-même[5] (épisode 4)
- Robert Parks-Valletta (en) : Guy (épisode 5)
- Vanessa Bell Calloway : Joyce (épisodes 8 et 9)
- Chris Bosh : lui-même[6] (épisode 8)
- Kaitlin Doubleday : Kimmie (épisode 8)
- Haley Tju : Abby (épisodes 9 et 17)
- Lauren Graham : Amy[7] (épisode 9)
- Misty May-Treanor : elle-même (épisode 10)
- Karly Rothenberg : Middle Aged Woman (épisode 10)
- Arielle Vandenberg : Une joggeuse (épisode 10)
- Rich Eisen : lui-même (épisodes 12 et 19)
- Bob Costas : lui-même[8] (épisode 12)
- Shaun White : lui-même[9] (épisode 13)
- Nazanin Boniadi : Hannah (épisode 13)
- Timm Sharp (en) : Group Leader (épisode 16)
- Ned Beatty : Coach Spence (épisode 16)
- Bradley Whitford[10] : Hughie (épisode 17)
- Frank Gerrish : Bingo Caller (épisode 18)
- Brian Scolaro (en) : Player #1 (épisode 18)
- Ben Falcone : Carlo[11] (épisode 19)
- Tinsley Grimes (en) : Kate (épisode 19)
- Rob Kerkovich : Waiter (épisode 19)
- Courteney Cox : Talia[12] (épisode 20)
- Jack Carter (en) : Sarge (épisode 22)
- Jeff Hiller (en) : Eric the Actor (épisode 22)

- Version française
  - Société de doublage : Mediadub International[13]
  - Direction artistique : Élisabeth Fargeot[13]
  - Adaptation des dialogues : Julien Notais, Lara Saarbach, Emilie Panetier et Stéphanie Ponchon[13]

Source VF : Doublage Séries Database

## Développement
Le pilote est commandé en janvier 2012.
Dès le mois suivant, les rôles ont été attribués dans cet ordre : Julie White, Suzy Nakamura, Matthew Perry, Allison Miller, Khary Payton, Laura Benanti, Bill Cobbs et Tyler James Williams.
Le 20 avril 2012, NBC commande la série pour la saison 2012-2013, et annonce lors du dévoilement de la programmation le 13 mai 2012 sa case horaire du mardi à 21 h. Une semaine plus tard, le rôle tenu par Khary Payton est éliminé et ne sera pas recasté.
Le 14 juin 2012, NBC annonce qu’un "sneak preview" sans pauses publicitaires sera diffusé le 8 août 2012 à 23 h après la diffusion des Jeux olympiques d'été de 2012, qui sera rediffusé le 10 septembre à 22 h 30, et que la saison débutera officiellement le 11 septembre 2012. Aussi, John Cho est promu à un rôle régulier. Le mois suivant, Christine Woods obtient le rôle de la femme décédée de Ryan.
Le 2 octobre 2012, à la suite de bonnes audiences, NBC commande une saison complète de la série, qui sera composée de 22 épisodes. Un mois plus tard, Sarah Baker, récurrente dans tous les treize épisodes produits, est promue à la distribution principale.
Le 10 mai 2013, NBC a annulé la série.

## Fiche technique
- Titre original et français : Go On
- Création : Scott Silveri
- Réalisation : Todd Holland
- Scénario : Scott Silveri
- Direction artistique :
- Décors : Gae S. Buckley
- Costumes : Heidi Kaczenski
- Photographie : Edward J. Pei
- Montage : Daniel Gabbe
- Musique : John Swihart
- Casting :
- Production : Scott Silveri, Todd Holland et Karey Nixon
- Sociétés de production : NBC Universal Television
- Sociétés de distribution (télévision) : NBC
- Budget :
- Pays d'origine : États-Unis
- Langue originale : anglais
- Format : Couleur
- Genre : Sitcom
- Durée : 23 minutes

## Épisodes
Les épisodes ont été diffusés dans l'ordre de production à l'exception de Retour à la télé (Win at All Costas) qui a été le neuvième épisode produit mais diffusé douzième.
| № | Titre                                                          | Réalisation               | Scénario                                                                      | Première diffusion | Diffusion française | Audience |
| --- | -------------------------------------------------------------- | ------------------------- | ----------------------------------------------------------------------------- | ------------------ | ------------------- | -------- |
| 1 | Une thérapie de fou Pilot                                      | Todd Holland              | Scott Silveri                                                                 | 8 août 2012        | 19 septembre 2014   | 16,1     |
| Ryan King est animateur d'une émission de radio consacrée au sport. Il décide de retourner travailler après le décès de sa femme. Son patron, Steven insiste néanmoins pour qu'il participe à un groupe de soutien pour l'aider à surmonter sa perte, ce que Ryan accepte avec réticence. Finalement, après un incident sur son lieu de travail, il s'aperçoit que la thérapie de groupe peut être ce dont il a besoin à l'heure actuelle. |                                                                |                           |                                                                               |                    |                     |          |
| 2 | Histoires de chat He Got Game, She Got Cats                    | Andy Ackerman (en)        | Lesley Wake Webster                                                           | 11 septembre 2012  | 19 septembre 2014   | 9,73     |
| 3 | Le Mauvais Joueur There's No "Ryan" in Team                    | Todd Holland              | Scott Silveri                                                                 | 18 septembre 2012  | 19 septembre 2014   | 9,28     |
| 4 | Hockey, okay Bench-Clearing Bawl                               | Jamie Babbit              | Liz Brixius (en)                                                              | 25 septembre 2012  | 19 septembre 2014   | 6,9      |
| 5 | S.O.S. femme fantôme Do You Believe in Ghosts… Yes!            | Michael Engler            | Mathew Harawitz                                                               | 2 octobre 2012     | 19 septembre 2014   | 5,82     |
| 6 | Bouffe et compagnie Big League Chew                            | Millicent Shelton (en)    | Dennis McNicholas                                                             | 9 octobre 2012     | 26 septembre 2014   | 6,65     |
| 7 | L'Anniversaire de Ryan Any Given Birthday                      | Kevin Dowling (en)        | Jon Pollack et Scott Silveri                                                  | 23 octobre 2012    | 26 septembre 2014   | 6,12     |
| 8 | Le Hola sur Halo Videogame, Set, Match                         | Todd Holland              | Lesley Wake Webster                                                           | 13 novembre 2012   | 26 septembre 2014   | 6,09     |
| 9 | Le Duel de Thanksgiving Dinner Takes All                       | Ken Whittingham           | Histoire : Liz Brixius Mise en scène : Lesley Wake Webster                    | 20 novembre 2012   | 26 septembre 2014   | 5,97     |
| 10 | Ryan en a plein le dos Back, Back, Back… It's Gone!            | Todd Holland              | Dennis McNicholas                                                             | 27 novembre 2012   | 26 septembre 2014   | 6,06     |
| 11 | Le Fin du fin pour la fin The World Ain't Over 'Till It's Over | Kevin Dowling             | Histoire : Seth Raab et Nicholas Darrow Mise en scène : Mathew Harawitz       | 4 décembre 2012    | 3 octobre 2014      | 6,67     |
| 12 | Retour à la télé Win at All Costas                             | Michael Lehmann           | Histoire : Mathew Harawitz Mise en scène : Seth Raab et Nicholas Darrow       | 8 janvier 2013     | 3 octobre 2014      | 4,29     |
| 13 | Que la daruma soit avec toi ! Gooooaaaallll Doll!              | Todd Holland              | Lesley Wake Webster                                                           | 15 janvier 2013    | 3 octobre 2014      | 4,45     |
| 14 | Le Retour de Simone Comeback Player of the Year                | Eric Appel (en)           | Jon Pollack et Scott Silveri                                                  | 22 janvier 2013    | 3 octobre 2014      | 3,97     |
| 15 | Déesses et fantômes Pass Interference                          | Jamie Babbit              | Mathew Harawitz et Lesley Wake Webster                                        | 29 janvier 2013    | 10 octobre 2014     | 3,95     |
| 16 | Introspection Go Deep                                          | Linda Mendoza (en)        | Mathew Harawitz et Lesley Wake Webster                                        | 19 février 2013    | 10 octobre 2014     | 3,3      |
| 17 | Mary K Ring and a Miss                                         | Todd Holland              | Bill Callahan et Dennis McNicholas                                            | 26 février 2013    | 10 octobre 2014     | 3,17     |
| 18 | Faites vos jeux Double Down                                    | Michael Lehmann           | Seth Raab et Nicholas Darrow                                                  | 5 mars 2013        | 10 octobre 2014     | 3,07     |
| 19 | Course contre la montre Go for the Gold Watch                  | Todd Holland              | Histoire : Dennis McNicholas Mise en scène : Bill Callahan et Mathew Harawitz | 19 mars 2013       | 17 octobre 2014     | 2,87     |
| 20 | Veuvage décomplexé Matchup Problems                            | Beth McCarthy-Miller (en) | Histoire : Bill Callahan Mise en scène : Jon Pollack et Scott Silveri         | 26 mars 2013       | 17 octobre 2014     | 5,12     |
| 21 | Rupture éclair Fast Breakup                                    | Eric Appel                | Lesley Wake Webster et Matthew Harawitz                                       | 4 avril 2013       | 17 octobre 2014     | 2,45     |
| 22 | Au revoir Janie Urn-ed Run                                     | Linda Mendoza             | Histoire : Bill Callahan Mise en scène : Jon Pollack et Scott Silveri         | 11 avril 2013      | 17 octobre 2014     | 2,67     |

## Audiences
L’épisode pilote a été diffusé le 8 août 2012 à 23 h et sans publicités, juste après les Jeux olympiques d'été de 2012, qui ont rassemblé plus de 28 millions de téléspectateurs sur NBC. C’est ainsi qu’il réalise une audience de 16,1 millions de téléspectateurs et récolte un taux de 5.6 % sur les 18-49 ans. NBC décide de rediffuser l'épisode le 21 août, cette rediffusion rassemble 4,76 millions de téléspectateurs et obtient un taux de 1.4 % sur la cible, soit un bon score pour une rediffusion. Le deuxième épisode, diffusé le 11 septembre, rassemble quant à lui 9,73 millions de téléspectateurs et récolte un taux de 3.4 %. La semaine suivante, la série perd 450 000 téléspectateurs en rassemblant 9,28 millions de téléspectateurs, mais reste étonnamment stable sur les 18-49 ans avec un taux de 3.4 %. Cependant, le quatrième épisode, diffusé le 25 septembre, ne rassemble que 6,92 millions de téléspectateurs, soit une baisse de 2,36 millions par rapport au précédent, et récolte un taux de 2.7 % sur la cible. Le taux reste cependant plutôt bon sur les 24-54 ans, puisqu'il atteint 3,3 %. La chute se poursuit et le cinquième épisode n’est plus suivi que par 5,82 millions de téléspectateurs. Le taux quant à lui n'est plus que de 2.1 % sur les 18-49 ans et 2.5 % sur les 24-54 ans. La semaine d'après, grâce au retour de The Voice en lead-in, la série retrouve des couleurs avec 6,648 millions de téléspectateurs, un taux de 2.6 % sur les 18-49 ans, et 3.2 % sur les 25-54 ans.